# Мадулла (підрозділ окружного секретаріату)
Підрозділ окружного секретаріату Мадулла — підрозділ окружного секретаріату округу Монерагала, провінція Ува, Шрі-Ланка. Головне місто - Мадулла. Складається з 38 Грама Ніладхарі.

## Демографія
| Кількість Грама Ніладхарі | Населення (2012) | Площа (км2) | Густота населення (/км2) | Села |
| ------------------------- | ---------------- | ----------- | ------------------------ | ---- |
| 38                        | 31238            | 708         | 44                       | 128  |